# Komisja Winograda
Komisja Winograda (hebr. ועדת וינוגרד; oficjalna nazwa komisji: הוועדה לבדיקת ארועי המערכה בלבנון 2006 – Komisja śledcza ds. wydarzeń podczas militarnego zaangażowania w Libanie w 2006) – komisja śledcza powołana w 2006 r. przez rząd izraelski, działająca pod kierownictwem emerytowanego sędziego Elijjahu Winograda, która badała postępowanie władz państwa żydowskiego tuż przed i podczas kryzysu izraelsko-libańskiego w lecie 2006 r. Pierwsze posiedzenie organu miało miejsce 18 września 2006 roku, a przesłuchania świadków rozpoczęły się 2 listopada 2006 r. 30 kwietnia 2007 r. komisja wydała wstępny raport, ostro krytykujący osoby, które zadecydowały o rozpoczęciu konfliktu.
Komisja Winograda była szeroko chwalona, jako przykład istnienia realnych mechanizmów demokratycznej kontroli w izraelskim systemie politycznym, jak również przejaw samokrytycyzmu władz Izraela. Pod wrażeniem jej działalności był nawet lider Hezbollahu, szejk Hasan Nasr Allah. Ostateczny raport komisji został ogłoszony w jerozolimskim międzynarodowym centrum konferencyjnym Binjanej Ha-Uma 30 stycznia 2008 r.

## Utworzenie komisji
21 sierpnia 2006 r. grupa złożona ze zdemobilizowanych izraelskich rezerwistów oraz rodziców żołnierzy zabitych podczas konfliktu izraelsko-libańskiego w 2006 r. wezwała premiera Izraela Ehuda Olmerta do rezygnacji i powołania komisji śledczej mające zbadać nieprawidłowości, jakie ich zdaniem miały miejsce podczas wojny. Rozpoczęli oni protest przed gmachem Knesetu, rozbiwszy przed nim namiot. 25 sierpnia grupa miała już ponad 2 tys. członków, włączając w to wpływowy Ruch na Rzecz Dobrego Rządu. 28 sierpnia Olmert poinformował, że nie powstanie jedna komisja śledcza, ale dwie mniejsze. Pierwsza z nich zajęła się sprawami związanymi z działalnością polityków przed i podczas konfliktu, druga – poczynaniem wojskowych. Zdecydowano, że na ich czele staną – odpowiednio – były dyrektor Mosadu Nahum Admoni i były szef sztabu generalnego izraelskich sił zbrojnych Amnon Lipkin-Szachak. 11 października zadecydowano, że Admoniego zastąpi emerytowany sędzia Elijjahu Winograd, a status jego zespołu zostanie podwyższony – organ stał się oficjalną rządową komisją.

## Raport
W raporcie komisji Winograda konflikt z Libanem określony został jako zaprzepaszczona szansa. Jak napisano w dokumencie, Izrael rozpoczął długą wojnę, która zakończyła się bez jednoznacznego militarnego zwycięstwa. Według twórców raportu: 
Paramilitarna organizacja złożona z kilku tysięcy ludzi stawiała opór, przez kilka tygodni, najsilniejszej armii na Bliskim Wschodzie, która cieszyła się pełnym panowaniem w powietrzu oraz przewagą liczebną i technologiczną.
 Ponadto, komisja zauważyła, że ataki rakietowe Hezbollahu były przeprowadzane przez cały okres konfliktu, a IDF nie udzielił żadnej efektywnej odpowiedzi na te działania. Skrytykowano zbyt późną ofensywę lądową armii izraelskiej: Nie osiągnęła ona celów militarnych i nie została zakończona.

W raporcie można przeczytać także, że reakcja na porwanie przez Hezbollah dwóch izraelskich żołnierzy musiał być wyborem pomiędzy 
a) krótkim, bolesnym i nieoczekiwanym ciosem w Hezbollah (...), b) działaniem mającym przynieść znaczącą zmianę w rzeczywistości południowego Libanu, z dużą lądową operacją, (...) [okupacją] południa Libanu i oczyszczeniem go [z Hezbollahu]. (...) Fakt, że Izrael wyruszył na wojnę przed zadecydowaniem, którą opcję wybrać, przy braku strategii zakończenia konfliktu, wskazuje na znaczne nieprawidłowości w procesie decyzyjnym.
Przy tak opisanych niedociągnięciach, komisja zauważyła, że Rezolucja 1701 Rady Bezpieczeństwa ONZ i jej jednogłośne przyjęcie, były sukcesem Izraela.

## Członkowie
Skład komisji na 18 września 2006:
- emerytowany sędzia Elijjahu Winograd,
- prof. prawa Rut Gawison,
- prof. nauk politycznych Jechezkel Deror,
- gen. (rezerwy) Menachem Enan,
- gen. (rezerwy) Chajjim Nadel